# 陳伸 (1932年)

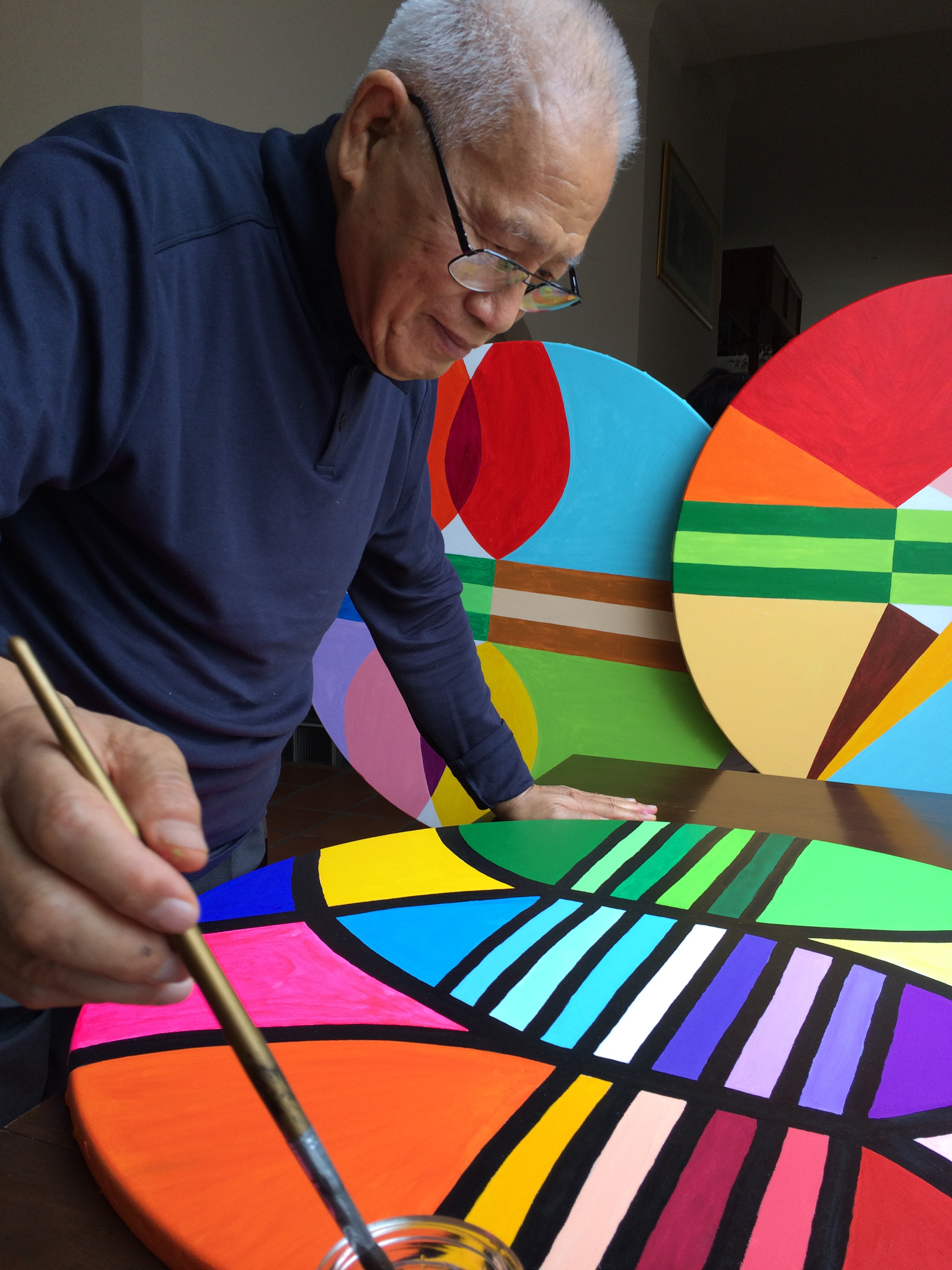
陳伸

陈伸（Sun Chan，1932年—），男，汉族，香港畫家。

## 生平
陈伸1932年生于秘鲁首都利马一华侨家庭，于幼年时被父母送返中国广东佛山接受中文教育。1939年正读小学二年级时，因广州沦陷被迫停学，亦因此失去了受教育的机会。其后因经济来源中断，生活潦倒贫困，几回陷于绝境。直至30岁后移居香港凭借多年的努力和奋斗最终成就事业。
多年来均以香港为家，从事国际贸易业务。由于对汉字的热爱，一直坚持自学，并于工余时以书写汉字为乐。为了吸引三个在外国生活的女儿对汉字的兴趣，因而花尽心思开始以创新的方式，和悦目的色彩“画”字，把字画成图画。虽未曾接受正统的美术教育，仅凭着坚持与毅力，经多年的努力，完成了多个系列的新颖汉字艺术作品。陈早期的创作多是小张的墨水笔、麦克笔纸本为主。然而他不断的学习和提升绘画技法，近期已多创作较大幅的压克力油彩画布面的作品。

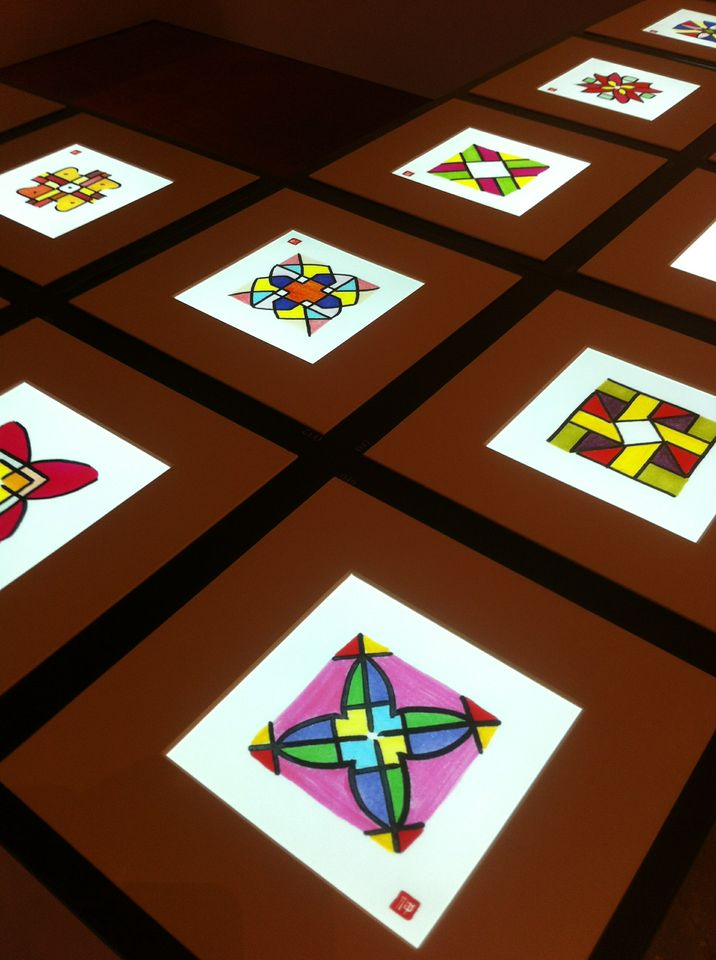
中文字主題藝術作品，陳伸的環形系列

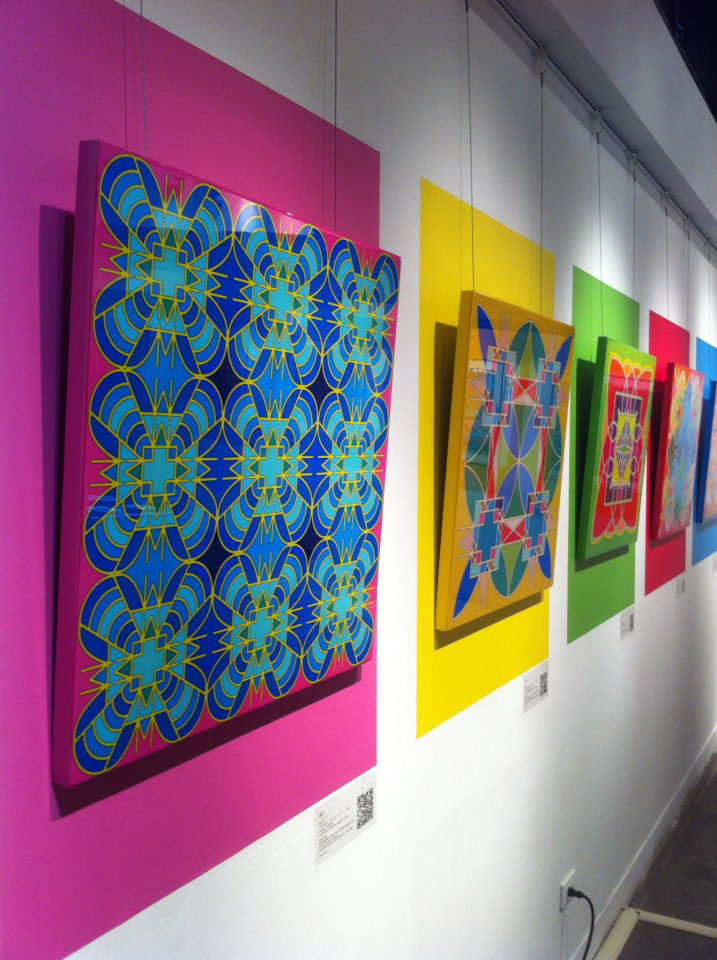
圖話漢字展

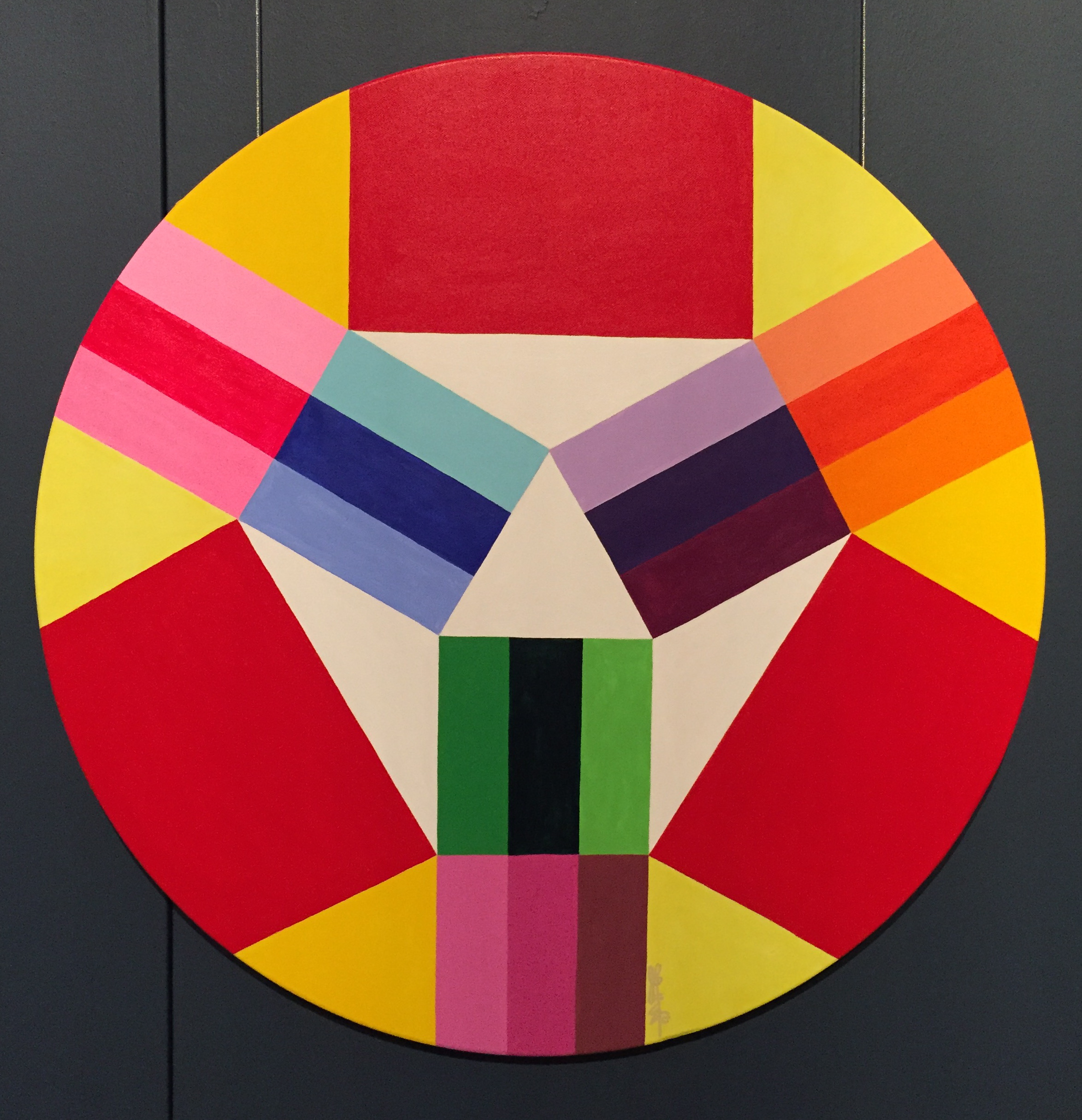
圓美系列1號作品（2014年）

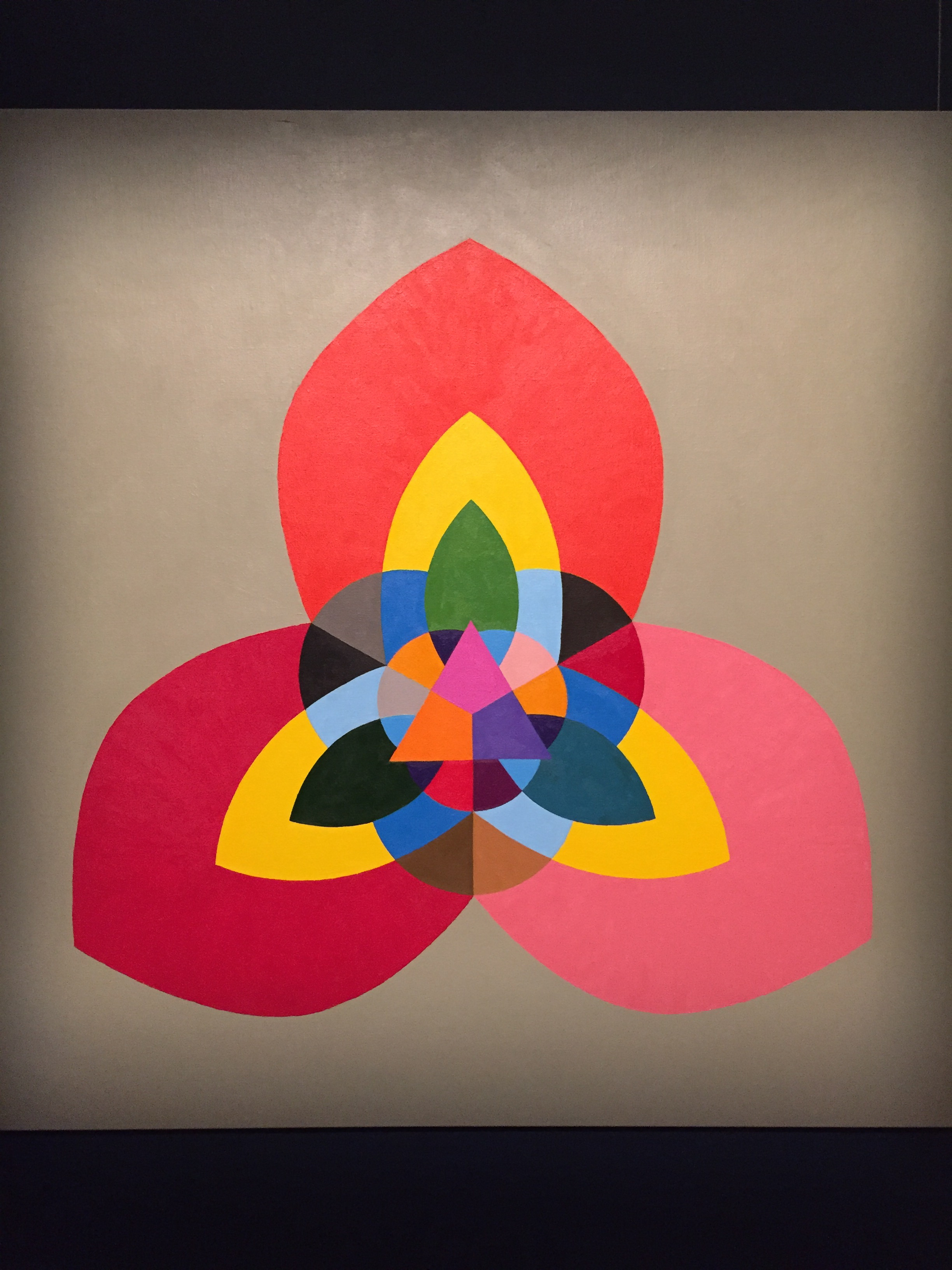
三角系列9號作品（2014年）

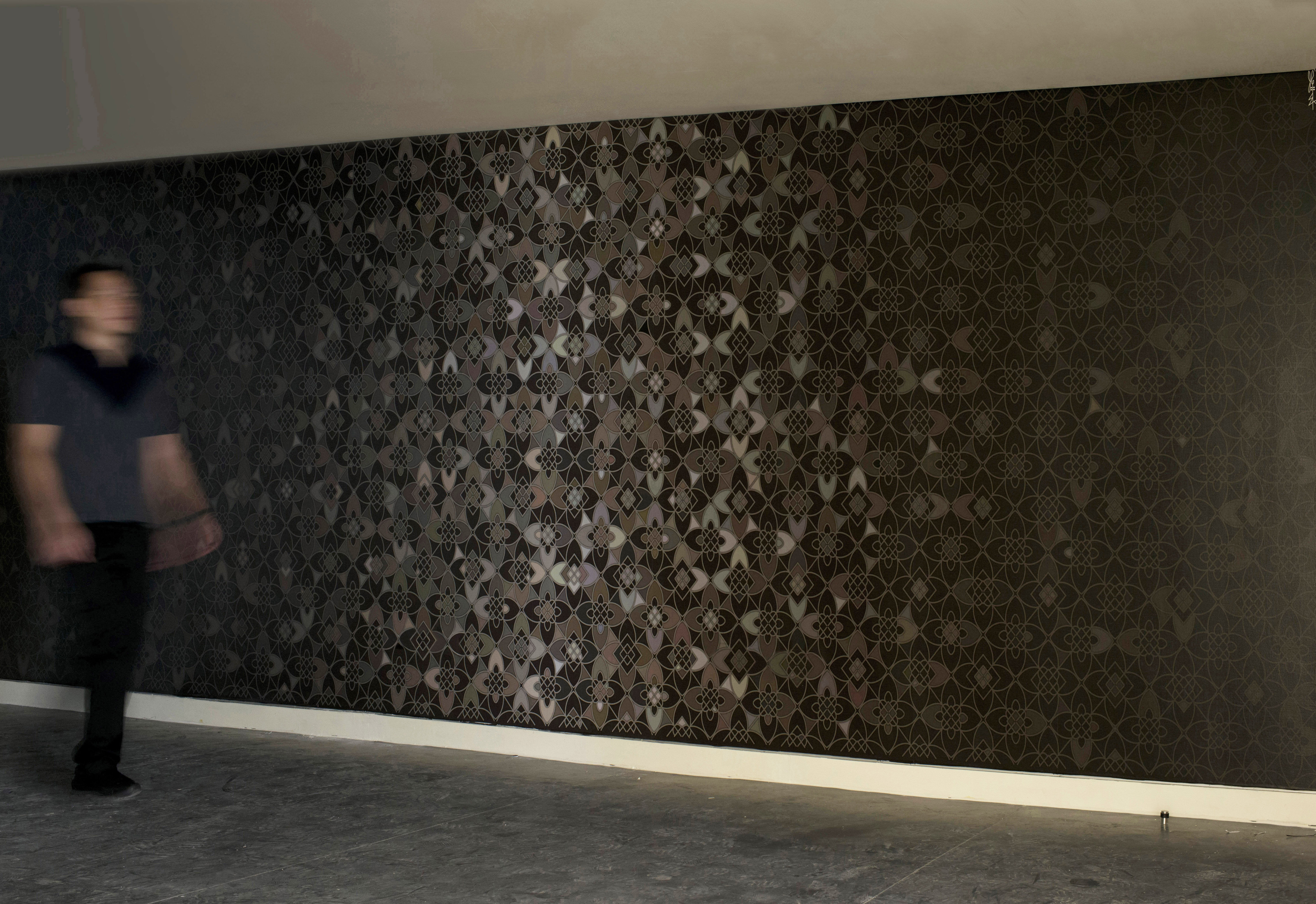
陳伸的中文圖案牆藝術，香港科技大學賽馬會創新樓

陈自2012年起曾先后在香港、台湾、新加坡及法国巴黎等地展出作品。并获瑞士苏黎世【阿彭策尔文化中心】、美国纽约【国家艺术俱乐部】及南韩【利川艺术村】等的邀请展出作品。
透过与其建筑师女儿陈彦(又名伊藤彦子)的合作，他创作的汉字艺术图案更被应用于新颖墙艺、大型公共雕塑及艺术座椅，以致由国际奢华品牌（【爱马士】之【上下】）所推出的服装和精品上。这父女组合亦是【香港邮政】的邮票设计师。
陈的汉字艺术作品为收藏家如法国夏壑公爵、法国布雷瓦纳伯爵夫人等所收藏。其画作《三角》1 ━ 金 (1200mm x 1200mm) 在2016年9月于美国纽约【苏富比】当代艺术拍卖会中拍卖出。其首本画册《陈伸画字》(ISBN: 978-9889938482) 亦随后出版。
除艺术作品外，陈伸也以汉字创制出多种新颖有趣的游戏。其《汉字7彩卡》和《汉英7彩卡》系列的游戏卡更荣获“香港设计师协会环球设计大奖”、“中国设计红星奖”、“台湾金点设计奖”等奖项。其创立的“亚和文化”亦赢得“中国优秀创新企业”称号。陈一生喜变革创新，自多年前退休后已移居澳大利亚昆士兰州。直至人生的最后时日，他也一直享受和专注于其汉字的创作。

## 展览经历
- 2017年《字得奇乐》- 陈伸汉字艺术展，新加坡前国会大厦艺术之家展览馆[1][2][3][4][5]

- 2016年《字得奇乐》- 陈伸汉字艺术展，法国巴黎中国文化中心[6][7][8][9][10][11][12][13][14][15][16]

- 2016年《爱字游》汉字艺术展，新加坡前国会大厦艺术之家展览馆 What's On[17][18][19][20][21][22][23][24][25]

- 2014年《返字还图》汉字艺术展，香港视觉艺术中心[26][27]

- 2013年《深港城市\建筑双城双年展 (香港)》汉字艺术展，香港九龙东观塘海滨长廊展场[28][29][30]

- 2013年《图话「看」字 》汉字艺术展，台湾高雄驳二艺术特区[31][32][33][34][35][36][37]

- 2012年《图话「看」字 》汉字艺术展，香港湾仔视集展览馆[38][39][40][41][42][43]

## 作品評語
- “抱一颗不泯的童心，给汉字再赋予新的生命。”陈永锵，中国美术家协会理事、岭南画派纪念馆馆长、广东省美术家协会副主席。

- “多彩的图形以一股暗涌的张力跨越了艺术与语言、图像与文本之间的界限 。”张温惠，伦敦大学考陶德艺术学院现当代亚洲艺术曼努埃拉与伊万·沃思讲师

- “在我来说，陈先生的新颖创作与同是以汉字为主题著名艺术家徐冰的创作，可说是各自精彩的！”刘凤霞，香港艺术推广办事处总监

- “像《爱丽丝梦游仙境》的故事活在眼前。而这却是汉字的「仙境」！”李欧梵，台湾中央研究院院士、香港中文大学文学院教授

- “巧妙的结合艺术、文字与猜谜于一身。”玛莉安娜·布雷瓦纳，法国伯爵夫人